# RSC Anderlecht in het seizoen 2022/23

## Spelerskern
Dit is de selectie voor het voetbalseizoen 2022/23.
| No.           | Naam                   | Nationaliteit          | Geboortedatum | Vorige club                    |
| ------------- | ---------------------- | ---------------------- | ------------- | ------------------------------ |
| Keepers       |                        |                        |               |                                |
| 16            | Bart Verbruggen        | Nederland              | 18-08-2002    | NAC Breda (2017-2020)          |
| 26            | Colin Coosemans        | België                 | 03-08-1992    | KAA Gent (2018-2021)           |
| 30            | Hendrik Van Crombrugge | België                 | 30-04-1993    | KAS Eupen (2013-2019)          |
| Verdedigers   |                        |                        |               |                                |
| 3             | Hannes Delcroix        | België, Haïti          | 28-02-1999    | Eigen Jeugd                    |
| 5             | Moussa N'Diaye         | Senegal                | 18-06-2002    | Barcelona Atlètic (2021-2022)  |
| 14            | Jan Vertonghen         | België                 | 24-04-1987    | SL Benfica (2020-2022)         |
| 27            | Noah Sadiki            | België                 | 17-12-2004    | Eigen jeugd                    |
| 47            | Lucas Lissens          | België                 | 25-07-2001    | Eigen jeugd                    |
| 54            | Killian Sardella       | België                 | 02-05-2002    | Eigen jeugd                    |
| 56            | Zeno Debast            | België                 | 24-10-2003    | Eigen jeugd                    |
| 62            | Michael Murillo        | Panama                 | 11-02-1996    | New York Red Bulls (2017-2019) |
| Middenvelders |                        |                        |               |                                |
| 10            | Yari Verschaeren       | België                 | 12-07-2001    | Eigen jeugd                    |
| 11            | Lior Refaelov          | Israël, België         | 26-04-1986    | Royal Antwerp FC (2018-2021)   |
| 18            | Majeed Ashimeru        | Ghana                  | 10-10-1997    | Red Bull Salzburg (2019-2021)  |
| 21            | Amadou Diawara         | Guinee                 | 17-07-1997    | AS Roma (2019-2022)            |
| 24            | Ishaq Abdulrazak       | Nigeria                | 05-05-2002    | IFK Norrköping (2020-2022)     |
| 25            | Adrien Trebel          | Frankrijk              | 03-03-1991    | Lausanne-Sport (2022)          |
| 46            | Anouar Ait El Hadj     | België, Marokko,       | 20-04-2002    | Eigen jeugd                    |
| 55            | Marco Kana             | België, Congo-Kinshasa | 08-06-2002    | Eigen jeugd                    |
| 61            | Kristian Arnstad       | Noorwegen              | 07-09-2003    | Eigen jeugd                    |
| Aanvallers    |                        |                        |               |                                |
| 7             | Francis Amuzu          | België, Ghana          | 23-09-1999    | Eigen jeugd                    |
| 9             | Benito Raman           | België                 | 07-11-1994    | FC Schalke 04 (2019-2021)      |
| 29            | Mario Stroeykens       | België                 | 29-09-2004    | Eigen jeugd                    |
| 32            | Nilson Angulo          | Ecuador                | 19-06-2003    | LDU Quito (2021-2022)          |
|               | Islam Slimani          | Algerije               | 18-06-1988    | Stade Brestois (2022-2023)     |

## Jupiler Pro League

### Reguliere competitie

#### Wedstrijden
| Jupiler Pro League                                                                                         |                                                                      |                                           |                                         | |                                                                            |
| Wedstrijddetails                                                                                           | Thuisploeg                                                           | Uitslag                                   | Uitploeg                                | Opstelling | Kaarten                                                                    |
| Heenronde                                                                                                  |                                                                      |                                           |                                         | |                                                                            |
| 24 juli 2022 18:30 Lotto Park Anderlecht Ref.: Alexandre Boucaut Toeschouwers: 19.000                      | Anderlecht                                                           | 2 – 0                                     | KV Oostende                             | Van Crombrugge Debast, Hoedt, Delcroix Abdulrazak, Ashimeru (76' Olsson), Trebel, Verschaeren, Amuzu (81' Sadiki) Esposito (81' Silva), Refaelov (66' Raman)                       |                                                                            |
| 24 juli 2022 18:30 Lotto Park Anderlecht Ref.: Alexandre Boucaut Toeschouwers: 19.000                      | Ashimeru 39' Silva 88'                                               | 1 – 0 2 – 0                               |                                         | Van Crombrugge Debast, Hoedt, Delcroix Abdulrazak, Ashimeru (76' Olsson), Trebel, Verschaeren, Amuzu (81' Sadiki) Esposito (81' Silva), Refaelov (66' Raman)                       |                                                                            |
| 30 juli 2022 16:00 Jan Breydelstadion Brugge Ref.: Jan Boterberg Toeschouwers: 4.000                       | Cercle Brugge                                                        | 1 – 0                                     | Anderlecht                              | Van Crombrugge Debast, Hoedt, Delcroix Abdulrazak, Ashimeru (46' Silva), Trebel, Verschaeren (59' Arnstad), Amuzu (84' Angulo) Esposito (71' Refaelov), Raman (59' Sadiki)         | 7' Abdulrazak 9' Verschaeren 34' Abdulrazak 90+4' Angulo                   |
| 30 juli 2022 16:00 Jan Breydelstadion Brugge Ref.: Jan Boterberg Toeschouwers: 4.000                       | Torres 75'                                                           | 1 – 0                                     |                                         | Van Crombrugge Debast, Hoedt, Delcroix Abdulrazak, Ashimeru (46' Silva), Trebel, Verschaeren (59' Arnstad), Amuzu (84' Angulo) Esposito (71' Refaelov), Raman (59' Sadiki)         | 7' Abdulrazak 9' Verschaeren 34' Abdulrazak 90+4' Angulo                   |
| 7 augustus 2022 18:30 Lotto Park Anderlecht Ref.: Lawrence Visser Toeschouwers: 19.000                     | Anderlecht                                                           | 3 – 1                                     | Seraing                                 | Van Crombrugge Debast, Hoedt, Delcroix Sadiki, Kana, Verschaeren (81' Olsson), Refaelov (67' Arnstad), Amuzu (81' Gómez Martín) Silva (86' Stroeykens), Esposito (68' Raman)       | 85' Sadiki                                                                 |
| 7 augustus 2022 18:30 Lotto Park Anderlecht Ref.: Lawrence Visser Toeschouwers: 19.000                     | Amuzu 4' Amuzu 16' Silva 30'                                         | 1 – 0 2 – 0 3 – 0 3 – 1                   | 57' Sissoko                             | Van Crombrugge Debast, Hoedt, Delcroix Sadiki, Kana, Verschaeren (81' Olsson), Refaelov (67' Arnstad), Amuzu (81' Gómez Martín) Silva (86' Stroeykens), Esposito (68' Raman)       | 85' Sadiki                                                                 |
| 14 augustus 2022 13:30 Stayen Sint-Truiden Ref.: Nicolas Laforge Toeschouwers: 11.500                      | STVV                                                                 | 0 – 3                                     | Anderlecht                              | Van Crombrugge Debast, Hoedt, Delcroix Murillo, Verschaeren, Trebel, Refaelov (75' Arnstad), Amuzu (81' Sadiki) Stroeykens (65' Raman), Silva (82' Esposito)                       | 36' Delcroix 46' Trebel 84' Debast                                         |
| 14 augustus 2022 13:30 Stayen Sint-Truiden Ref.: Nicolas Laforge Toeschouwers: 11.500                      |                                                                      | 0 – 1 0 – 2 0 – 3                         | 43' Refaelov 45+5' Silva 74' Raman      | Van Crombrugge Debast, Hoedt, Delcroix Murillo, Verschaeren, Trebel, Refaelov (75' Arnstad), Amuzu (81' Sadiki) Stroeykens (65' Raman), Silva (82' Esposito)                       | 36' Delcroix 46' Trebel 84' Debast                                         |
| 28 augustus 2022 18:30 Joseph Marienstadion Vorst Ref.: Nathan Verboomen Toeschouwers: 7.646               | Union Sint-Gillis                                                    | 2 – 1                                     | Anderlecht                              | Van Crombrugge Debast, Hoedt (74' Stroeykens), Delcroix Murillo, Arnstad (68' Olsson), Kana (46' Sadiki), Verschaeren, Amuzu (46' Refaelov) Raman (46' Silva), Esposito            | 41' Kana                                                                   |
| 28 augustus 2022 18:30 Joseph Marienstadion Vorst Ref.: Nathan Verboomen Toeschouwers: 7.646               | Boniface 2' Vanzeir 31'                                              | 1 – 0 1 – 1 2 – 1                         | 12' Murillo                             | Van Crombrugge Debast, Hoedt (74' Stroeykens), Delcroix Murillo, Arnstad (68' Olsson), Kana (46' Sadiki), Verschaeren, Amuzu (46' Refaelov) Raman (46' Silva), Esposito            | 41' Kana                                                                   |
| 1 september 2022(1) 20:30 Lotto Park Anderlecht Ref.: Erik Lambrechts Toeschouwers:                        | Anderlecht                                                           | 0 – 1                                     | AA Gent                                 | Van Crombrugge Debast, Hoedt, Delcroix Murillo, Verschaeren (83' Esposito), Kana (70' Arnstad), Refaelov (70' Raman), Amuzu (82' Sadiki) Stroeykens (88' Angulo), Silva            | 72' Stroeykens 83' Silva                                                   |
| 1 september 2022(1) 20:30 Lotto Park Anderlecht Ref.: Erik Lambrechts Toeschouwers:                        |                                                                      | 0 – 1                                     | 69' (pen.) Cuypers                      | Van Crombrugge Debast, Hoedt, Delcroix Murillo, Verschaeren (83' Esposito), Kana (70' Arnstad), Refaelov (70' Raman), Amuzu (82' Sadiki) Stroeykens (88' Angulo), Silva            | 72' Stroeykens 83' Silva                                                   |
| 4 september 2022 13:30 Lotto Park Anderlecht Ref.: Jonathan Lardot Toeschouwers: 19.500                    | Anderlecht                                                           | 2 – 2                                     | OH Leuven                               | Van Crombrugge Debast, Hoedt, Delcroix (56' Vertonghen) Murillo (65' Duranville), El Hadj (56' Ashimeru), Diawara (78' Abdulrazak), Refaelov (78' Kana), Sadiki Esposito, Silva    | 43' Diawara 61' Silva 90+2' Sadiki                                         |
| 4 september 2022 13:30 Lotto Park Anderlecht Ref.: Jonathan Lardot Toeschouwers: 19.500                    | Duranville 71' Silva 85'                                             | 0 – 1 1 – 1 1 – 2 2 – 2                   | 19' Thorsteinsson 74' Al-Taamari        | Van Crombrugge Debast, Hoedt, Delcroix (56' Vertonghen) Murillo (65' Duranville), El Hadj (56' Ashimeru), Diawara (78' Abdulrazak), Refaelov (78' Kana), Sadiki Esposito, Silva    | 43' Diawara 61' Silva 90+2' Sadiki                                         |
| 11 september 2022 13:30 't Kuipje Westerlo Ref.: Wim Smet Toeschouwers: 8.000                              | Westerlo                                                             | 2 – 1                                     | Anderlecht                              | Van Crombrugge Debast, Hoedt, Delcroix Sadiki (46' Duranville), Ashimeru, Diawara (55' Esposito), Verschaeren, Amuzu (75' Murillo) Stroeykens (67' Refaelov), Silva                | 59' Hoedt 65' Stroeykens 89' Murillo                                       |
| 11 september 2022 13:30 't Kuipje Westerlo Ref.: Wim Smet Toeschouwers: 8.000                              | Vetokele 6' Akbunar 83'                                              | 1 – 0 1 – 1 2 – 1                         | 70' Esposito                            | Van Crombrugge Debast, Hoedt, Delcroix Sadiki (46' Duranville), Ashimeru, Diawara (55' Esposito), Verschaeren, Amuzu (75' Murillo) Stroeykens (67' Refaelov), Silva                | 59' Hoedt 65' Stroeykens 89' Murillo                                       |
| 18 september 2022 21:00 Lotto Park Anderlecht Ref.: Nathan Verboomen Toeschouwers: 18.000                  | Anderlecht                                                           | 4 – 1                                     | KV Kortrijk                             | Van Crombrugge Murillo, Debast (82' Sardella), Hoedt, Vertonghen Arnstad (76' Kana), Ashimeru, Verschaeren, Amuzu (18' Duranville) Silva (82' Delcroix), Refaelov (76' Esposito)   | 65' Arnstad                                                                |
| 18 september 2022 21:00 Lotto Park Anderlecht Ref.: Nathan Verboomen Toeschouwers: 18.000                  | Verschaeren 27' Ashimeru 59' Vertonghen 64' Refaelov 75' (pen.)      | 1 – 0 2 – 0 2 – 1 3 – 1 4 – 1             | 61' Selemani                            | Van Crombrugge Murillo, Debast (82' Sardella), Hoedt, Vertonghen Arnstad (76' Kana), Ashimeru, Verschaeren, Amuzu (18' Duranville) Silva (82' Delcroix), Refaelov (76' Esposito)   | 65' Arnstad                                                                |
| 2 oktober 2022 13:30 Lotto Park Anderlecht Ref.: Lothar D'hondt Toeschouwers: 18.500                       | Anderlecht                                                           | 0 – 1                                     | Charleroi                               | Van Crombrugge Debast, Hoedt, Vertonghen Murillo, Arnstad (67' Esposito), Ashimeru, Verschaeren, Duranville (67' Amuzu) Silva, Refaelov (74' Stroeykens)                           | 43' Arnstad 45+6' Duranville                                               |
| 2 oktober 2022 13:30 Lotto Park Anderlecht Ref.: Lothar D'hondt Toeschouwers: 18.500                       |                                                                      | 0 – 1                                     | 65' Morioka                             | Van Crombrugge Debast, Hoedt, Vertonghen Murillo, Arnstad (67' Esposito), Ashimeru, Verschaeren, Duranville (67' Amuzu) Silva, Refaelov (74' Stroeykens)                           | 43' Arnstad 45+6' Duranville                                               |
| 9 oktober 2022 13:30 AFAS Stadion Achter de Kazerne Mechelen Ref.: Bram Van Driessche Toeschouwers: 16.125 | KV Mechelen                                                          | 1 – 3                                     | Anderlecht                              | Van Crombrugge Debast, Hoedt (46' Stroeykens), Delcroix Murillo, Verschaeren (87' Sardella), Diawara, Refaelov (68' Arnstad), N'Diaye Duranville (30' Amuzu), Silva (86' Raman)    | 9' Diawara 31' Refaelov 79' Stroeykens 84' Van Crombrugge                  |
| 9 oktober 2022 13:30 AFAS Stadion Achter de Kazerne Mechelen Ref.: Bram Van Driessche Toeschouwers: 16.125 | Vanlerberghe 15' (pen.)                                              | 1 – 0 1 – 1 1 – 2 1 – 3                   | 46' Stroeykens 67' Stroeykens 71' Silva | Van Crombrugge Debast, Hoedt (46' Stroeykens), Delcroix Murillo, Verschaeren (87' Sardella), Diawara, Refaelov (68' Arnstad), N'Diaye Duranville (30' Amuzu), Silva (86' Raman)    | 9' Diawara 31' Refaelov 79' Stroeykens 84' Van Crombrugge                  |
| 16 oktober 2022 18:30 Lotto Park Anderlecht Ref.: Lawrence Visser Toeschouwers: 21.000                     | Anderlecht                                                           | 0 – 1                                     | Club Brugge                             | Van Crombrugge Debast, Hoedt, Vertonghen Murillo, Stroeykens, Diawara (75' Verschaeren), Arnstad (88' Esposito), N'Diaye (75' Amuzu) Stassin (60' Refaelov), Silva                 | 76' Vertonghen                                                             |
| 16 oktober 2022 18:30 Lotto Park Anderlecht Ref.: Lawrence Visser Toeschouwers: 21.000                     |                                                                      | 0 – 1                                     | 70' Nielsen                             | Van Crombrugge Debast, Hoedt, Vertonghen Murillo, Stroeykens, Diawara (75' Verschaeren), Arnstad (88' Esposito), N'Diaye (75' Amuzu) Stassin (60' Refaelov), Silva                 | 76' Vertonghen                                                             |
| 20 oktober 2022 20:45 Elindus Arena Waregem Ref.: Nicolas Laforge Toeschouwers: 8.235                      | Zulte Waregem                                                        | 3 – 2                                     | Anderlecht                              | Van Crombrugge Debast, Hoedt, Vertonghen Murillo, Stroeykens (73' Ashimeru), Diawara, Arnstad, N'Diaye (46' Amuzu) Stassin (46' Verschaeren), Silva (86' Esposito)                 | 45+1' Debast 72' Arnstad                                                   |
| 20 oktober 2022 20:45 Elindus Arena Waregem Ref.: Nicolas Laforge Toeschouwers: 8.235                      | Vossen 5' Sissako 80' Gano 90+5'                                     | 1 – 0 1 – 1 1 – 2 2 – 2 3 – 2             | 41' (pen.) Silva 58' Diawara            | Van Crombrugge Debast, Hoedt, Vertonghen Murillo, Stroeykens (73' Ashimeru), Diawara, Arnstad, N'Diaye (46' Amuzu) Stassin (46' Verschaeren), Silva (86' Esposito)                 | 45+1' Debast 72' Arnstad                                                   |
| 23 oktober 2022 18:30 Maurice Dufrasnestadion Luik Ref.: Bram Van Driessche Toeschouwers: 27.670           | Standard Luik                                                        | 5 – 0(2)                                  | Anderlecht                              | Van Crombrugge Debast (46' N'Diaye), Hoedt, Vertonghen Murillo, Verschaeren, Diawara, Ashimeru, Amuzu (61' Duranville) Silva, Refaelov (61' Stroeykens)                            | 40' Refaelov                                                               |
| 23 oktober 2022 18:30 Maurice Dufrasnestadion Luik Ref.: Bram Van Driessche Toeschouwers: 27.670           | Raskin 21' Fossey 28' Zinckernagel 56'                               | 0 – 1 1 – 1 2 – 1 3 – 1                   | 3' Verschaeren                          | Van Crombrugge Debast (46' N'Diaye), Hoedt, Vertonghen Murillo, Verschaeren, Diawara, Ashimeru, Amuzu (61' Duranville) Silva, Refaelov (61' Stroeykens)                            | 40' Refaelov                                                               |
| 30 oktober 2022 13:30 Lotto Park Anderlecht Ref.: Jan Boterberg Toeschouwers: 14.102                       | Anderlecht                                                           | 4 – 2                                     | KAS Eupen                               | Van Crombrugge Murillo (90' Sadiki), Debast, Hoedt, Vertonghen Diawara (75' Leoni), Refaelov (75' Esposito), Ashimeru Stroeykens, Silva, Amuzu (61' El Hadj)                       | 67' Murillo 85' Silva                                                      |
| 30 oktober 2022 13:30 Lotto Park Anderlecht Ref.: Jan Boterberg Toeschouwers: 14.102                       | Amuzu 14' Refaelov 19' Refaelov 65' El Hadj 87'                      | 1 – 0 2 – 0 2 – 1 3 – 1 3 – 2 4 – 2       | 44' (e.d.) Hoedt 68' Peeters            | Van Crombrugge Murillo (90' Sadiki), Debast, Hoedt, Vertonghen Diawara (75' Leoni), Refaelov (75' Esposito), Ashimeru Stroeykens, Silva, Amuzu (61' El Hadj)                       | 67' Murillo 85' Silva                                                      |
| 6 november 2022 18:30 Bosuilstadion Antwerpen Ref.: Jasper Vergoote Toeschouwers: 15.917                   | Antwerp                                                              | 0 – 0                                     | Anderlecht                              | Van Crombrugge Murillo, Debast, Delcroix, N'Diaye Diawara (65' Trebel), Leoni (65' Ashimeru), Refaelov Verschaeren (79' Raman), Silva (65' Stroeykens), Amuzu (90+3' Esposito)     | 52' Debast 74' Amuzu 90+3' Trebel                                          |
| 6 november 2022 18:30 Bosuilstadion Antwerpen Ref.: Jasper Vergoote Toeschouwers: 15.917                   |                                                                      |                                           |                                         | Van Crombrugge Murillo, Debast, Delcroix, N'Diaye Diawara (65' Trebel), Leoni (65' Ashimeru), Refaelov Verschaeren (79' Raman), Silva (65' Stroeykens), Amuzu (90+3' Esposito)     | 52' Debast 74' Amuzu 90+3' Trebel                                          |
| 13 november 2022 18:45 Lotto Park Anderlecht Ref.: Bram Van Driessche Toeschouwers: 21.000                 | Anderlecht                                                           | 0 – 2                                     | KRC Genk                                | Van Crombrugge Sadiki (73' Lissens), Debast, Delcroix, N'Diaye (35' Murillo) Arnstad, Refaelov (65' Stroeykens), Trebel (66' Ashimeru) Verschaeren, Silva, Amuzu (73' Raman)       | 25' N'Diaye 45+3' Trebel                                                   |
| 13 november 2022 18:45 Lotto Park Anderlecht Ref.: Bram Van Driessche Toeschouwers: 21.000                 |                                                                      | 0 – 1 0 – 2                               | 19' Onuachu 53' Arteaga                 | Van Crombrugge Sadiki (73' Lissens), Debast, Delcroix, N'Diaye (35' Murillo) Arnstad, Refaelov (65' Stroeykens), Trebel (66' Ashimeru) Verschaeren, Silva, Amuzu (73' Raman)       | 25' N'Diaye 45+3' Trebel                                                   |
| Terugronde                                                                                                 |                                                                      |                                           |                                         | |                                                                            |
| 26 december 2022 20:45 Stade du Pays de Charleroi Charleroi Ref.: Lawrence Visser Toeschouwers: 10.262     | Charleroi                                                            | 0 – 1                                     | Anderlecht                              | Verbruggen Murillo, Debast (21' N'Diaye), Vertonghen , Delcroix Arnstad (71' Diawara), Trebel (80' El Hadj), Verschaeren Stroeykens (71' Ashimeru), Silva (80' Raman), Amuzu       | 45+1' Arnstad                                                              |
| 26 december 2022 20:45 Stade du Pays de Charleroi Charleroi Ref.: Lawrence Visser Toeschouwers: 10.262     |                                                                      | 0 – 1                                     | 85' (e.d.) Zorgane                      | Verbruggen Murillo, Debast (21' N'Diaye), Vertonghen , Delcroix Arnstad (71' Diawara), Trebel (80' El Hadj), Verschaeren Stroeykens (71' Ashimeru), Silva (80' Raman), Amuzu       | 45+1' Arnstad                                                              |
| 8 januari 2023 18:30 Lotto Park Anderlecht Ref.: Bram Van Driessche Toeschouwers: 21.500                   | Anderlecht                                                           | 1 – 3                                     | Union Sint-Gillis                       | Verbruggen Murillo, Debast, Vertonghen , N'Diaye Diawara (82' Trebel), Verschaeren, Ashimeru (70' Arnstad) Refaelov (12' Sardella (82' Kana)), Silva (70' Raman), Amuzu            | 10' N'Diaye 20' Ashimeru 38' Diawara 45' Vertonghen 80' Sardella 85' Amuzu |
| 8 januari 2023 18:30 Lotto Park Anderlecht Ref.: Bram Van Driessche Toeschouwers: 21.500                   | Silva 64'                                                            | 1 – 0 1 – 1 1 – 2 1 – 3                   | 81' Puertas 87' Lynen 90' Adingra       | Verbruggen Murillo, Debast, Vertonghen , N'Diaye Diawara (82' Trebel), Verschaeren, Ashimeru (70' Arnstad) Refaelov (12' Sardella (82' Kana)), Silva (70' Raman), Amuzu            | 10' N'Diaye 20' Ashimeru 38' Diawara 45' Vertonghen 80' Sardella 85' Amuzu |
| 15 januari 2023 13:30 Jan Breydelstadion Brugge Ref.: Nathan Verboomen Toeschouwers: 29.042                | Club Brugge                                                          | 1 – 1                                     | Anderlecht                              | Verbruggen Murillo, Debast, Vertonghen , Sardella (61' N'Diaye) Ashimeru (90+3' Sadiki), Diawara (61' Trebel), Arnstad Verschaeren, Silva (75' Stroeykens), Amuzu                  | 51' Sardella 70' Arnstad 73' Murillo                                       |
| 15 januari 2023 13:30 Jan Breydelstadion Brugge Ref.: Nathan Verboomen Toeschouwers: 29.042                | Nielsen 69'                                                          | 1 – 0 1 – 1                               | 79' (e.d.) Mechele                      | Verbruggen Murillo, Debast, Vertonghen , Sardella (61' N'Diaye) Ashimeru (90+3' Sadiki), Diawara (61' Trebel), Arnstad Verschaeren, Silva (75' Stroeykens), Amuzu                  | 51' Sardella 70' Arnstad 73' Murillo                                       |
| 18 januari 2023 20:45 Lotto Park Anderlecht Ref.: Wesli De Cremer Toeschouwers:                            | Anderlecht                                                           | 2 – 3                                     | Zulte Waregem                           | Verbruggen Murillo, Debast, Vertonghen , N'Diaye (86' Angulo) Ashimeru, Trebel (66' Arnstad), Verschaeren Stroeykens, Raman (66' Dreyer), Amuzu                                    | 90+6' Amuzu                                                                |
| 18 januari 2023 20:45 Lotto Park Anderlecht Ref.: Wesli De Cremer Toeschouwers:                            | Raman 35' Raman 36'                                                  | 0 – 1 1 – 1 2 – 1 2 – 2 2 – 3             | 11' Gano 62' Ndour 75' Fadera           | Verbruggen Murillo, Debast, Vertonghen , N'Diaye (86' Angulo) Ashimeru, Trebel (66' Arnstad), Verschaeren Stroeykens, Raman (66' Dreyer), Amuzu                                    | 90+6' Amuzu                                                                |
| 22 januari 2023 16:00 Pairaystadion Seraing Ref.: Kevin Van Damme Toeschouwers: 3.348                      | Seraing                                                              | 0 – 1                                     | Anderlecht                              | Verbruggen Murillo, Debast, Vertonghen , Sardella Arnstad (67' Trebel), Diawara, Verschaeren (90+3' Sadiki) Dreyer, Raman (67' Amuzu), Stroeykens (90' Ashimeru)                   | 59' Arnstad                                                                |
| 22 januari 2023 16:00 Pairaystadion Seraing Ref.: Kevin Van Damme Toeschouwers: 3.348                      |                                                                      | 0 – 1                                     | 76' Stroeykens                          | Verbruggen Murillo, Debast, Vertonghen , Sardella Arnstad (67' Trebel), Diawara, Verschaeren (90+3' Sadiki) Dreyer, Raman (67' Amuzu), Stroeykens (90' Ashimeru)                   | 59' Arnstad                                                                |
| 29 januari 2023 13:30 Lotto Park Anderlecht Ref.: Erik Lambrechts Toeschouwers: 17.000                     | Anderlecht                                                           | 0 – 0                                     | Antwerp                                 | Verbruggen Murillo, Debast, Vertonghen , Sardella Ashimeru, Diawara (84' Trebel (90+3' Leoni)), Verschaeren Dreyer (84' Refaelov), Raman, Amuzu (81' Stroeykens)                   | 63' Raman 73' Debast 76' Raman 90+1' Ashimeru                              |
| 29 januari 2023 13:30 Lotto Park Anderlecht Ref.: Erik Lambrechts Toeschouwers: 17.000                     |                                                                      |                                           |                                         | Verbruggen Murillo, Debast, Vertonghen , Sardella Ashimeru, Diawara (84' Trebel (90+3' Leoni)), Verschaeren Dreyer (84' Refaelov), Raman, Amuzu (81' Stroeykens)                   | 63' Raman 73' Debast 76' Raman 90+1' Ashimeru                              |
| 3 februari 2023 20:45 Diaz Arena Oostende Ref.: Wesli De Cremer Toeschouwers: 4.597                        | KV Oostende                                                          | 0 – 2                                     | Anderlecht                              | Verbruggen Murillo, Debast, Vertonghen , Sardella Arnstad (46' Ashimeru (90' Angulo)), Diawara, Verschaeren (90+1' Refaelov) Dreyer, Stroeykens (90+1' Leoni), Amuzu (72' Slimani) | 90+4' Refaelov                                                             |
| 3 februari 2023 20:45 Diaz Arena Oostende Ref.: Wesli De Cremer Toeschouwers: 4.597                        |                                                                      | 0 – 1 0 – 2                               | 32' Murillo 89' Dreyer                  | Verbruggen Murillo, Debast, Vertonghen , Sardella Arnstad (46' Ashimeru (90' Angulo)), Diawara, Verschaeren (90+1' Refaelov) Dreyer, Stroeykens (90+1' Leoni), Amuzu (72' Slimani) | 90+4' Refaelov                                                             |
| 12 februari 2023 16:00 Lotto Park Anderlecht Ref.: Lawrence Visser Toeschouwers: 13.706                    | Anderlecht                                                           | 3 – 1                                     | STVV                                    | Verbruggen Murillo, Debast, Vertonghen , Sardella Verschaeren (89' Leoni), Ashimeru (77' Diawara), Refaelov Dreyer, Raman (77' Slimani), Amuzu (89' Arnstad)                       | 35' Ashimeru                                                               |
| 12 februari 2023 16:00 Lotto Park Anderlecht Ref.: Lawrence Visser Toeschouwers: 13.706                    | Raman 66' Slimani 81' Dreyer 83'                                     | 1 – 0 2 – 0 3 – 0 3 – 1                   | 88' Bruno                               | Verbruggen Murillo, Debast, Vertonghen , Sardella Verschaeren (89' Leoni), Ashimeru (77' Diawara), Refaelov Dreyer, Raman (77' Slimani), Amuzu (89' Arnstad)                       | 35' Ashimeru                                                               |
| 19 februari 2023 18:30 Guldensporenstadion Kortrijk Ref.: Nathan Verboomen Toeschouwers: 8.798             | KV Kortrijk                                                          | 2 – 2                                     | Anderlecht                              | Verbruggen Murillo, Debast, Vertonghen , Sardella Verschaeren, Ashimeru (74' Diawara), Refaelov (74' Stroeykens) Dreyer (88' Arnstad), Slimani, Raman (65' Amuzu)                  |                                                                            |
| 19 februari 2023 18:30 Guldensporenstadion Kortrijk Ref.: Nathan Verboomen Toeschouwers: 8.798             | Kadri 57' Silva 67'                                                  | 0 – 1 1 – 1 2 – 1 2 – 2                   | 41' Dreyer 83' Murillo                  | Verbruggen Murillo, Debast, Vertonghen , Sardella Verschaeren, Ashimeru (74' Diawara), Refaelov (74' Stroeykens) Dreyer (88' Arnstad), Slimani, Raman (65' Amuzu)                  |                                                                            |
| 26 februari 2023 18:30 Lotto Park Anderlecht Ref.: Jonathan Lardot Toeschouwers: 17.976                    | Anderlecht                                                           | 2 – 2                                     | Standard Luik                           | Verbruggen Murillo, Debast, Vertonghen , Sardella Ashimeru, Diawara (80' Refaelov), Verschaeren (88' Arnstad) Dreyer (88' Stroeykens), Slimani, Amuzu                              | 55' Slimani 65' Amuzu                                                      |
| 26 februari 2023 18:30 Lotto Park Anderlecht Ref.: Jonathan Lardot Toeschouwers: 17.976                    | Slimani 34' (pen.) Slimani 38'                                       | 0 – 1 1 – 1 2 – 1 2 – 2                   | 14' Ohio 68' (e.d.) Sardella            | Verbruggen Murillo, Debast, Vertonghen , Sardella Ashimeru, Diawara (80' Refaelov), Verschaeren (88' Arnstad) Dreyer (88' Stroeykens), Slimani, Amuzu                              | 55' Slimani 65' Amuzu                                                      |
| 5 maart 2023 18:30 Ghelamco Arena Gent Ref.: Lothar D'hondt Toeschouwers: 17.464                           | AA Gent                                                              | 1 – 0                                     | Anderlecht                              | Verbruggen Murillo, Debast, Vertonghen , Sardella (71' N'Diaye) Ashimeru (71' Refaelov), Diawara, Verschaeren Dreyer (79' Arnstad), Slimani (79' Raman), Amuzu (84' Angulo)        | 53' Verschaeren 53' Diawara 76' Diawara 90+3' Angulo                       |
| 5 maart 2023 18:30 Ghelamco Arena Gent Ref.: Lothar D'hondt Toeschouwers: 17.464                           | Orban 57'                                                            | 1 – 0                                     |                                         | Verbruggen Murillo, Debast, Vertonghen , Sardella (71' N'Diaye) Ashimeru (71' Refaelov), Diawara, Verschaeren Dreyer (79' Arnstad), Slimani (79' Raman), Amuzu (84' Angulo)        | 53' Verschaeren 53' Diawara 76' Diawara 90+3' Angulo                       |
| 12 maart 2023 19:15 Lotto Park Anderlecht Ref.: Bert Put Toeschouwers: 14.299                              | Anderlecht                                                           | 2 – 0                                     | Cercle Brugge                           | Verbruggen Murillo, Debast, Vertonghen , Sardella Verschaeren, Arnstad (88' Leoni), Ashimeru (75' Refaelov) Dreyer, Slimani (88' Stroeykens), Amuzu (84' Raman)                    |                                                                            |
| 12 maart 2023 19:15 Lotto Park Anderlecht Ref.: Bert Put Toeschouwers: 14.299                              | Slimani 9' Slimani 85'                                               | 1 – 0 2 – 0                               |                                         | Verbruggen Murillo, Debast, Vertonghen , Sardella Verschaeren, Arnstad (88' Leoni), Ashimeru (75' Refaelov) Dreyer, Slimani (88' Stroeykens), Amuzu (84' Raman)                    |                                                                            |
| 19 maart 2023 16:00 King Power at Den Dreef Stadion Heverlee Ref.: Jasper Vergoote Toeschouwers: 8.250     | OH Leuven                                                            | 0 – 2                                     | Anderlecht                              | Verbruggen Murillo, Debast, Vertonghen , Sardella Verschaeren (9' Arnstad), Diawara, Ashimeru (69' Refaelov) Dreyer, Slimani (77' Raman), Amuzu                                    | 59' Ashimeru 62' Diawara                                                   |
| 19 maart 2023 16:00 King Power at Den Dreef Stadion Heverlee Ref.: Jasper Vergoote Toeschouwers: 8.250     |                                                                      | 0 – 1 0 – 2                               | 33' (pen.) Slimani 90' Arnstad          | Verbruggen Murillo, Debast, Vertonghen , Sardella Verschaeren (9' Arnstad), Diawara, Ashimeru (69' Refaelov) Dreyer, Slimani (77' Raman), Amuzu                                    | 59' Ashimeru 62' Diawara                                                   |
| 2 april 2023 16:00 Kehrwegstadion Eupen Ref.: Lothar D'hondt Toeschouwers: 6.800                           | KAS Eupen                                                            | 0 – 1                                     | Anderlecht                              | Verbruggen Debast, Vertonghen , N'Diaye (87' Delcroix) Murillo, Diawara, Ashimeru (77' Kana), Amuzu Dreyer, Raman (77' Stroeykens), Refaelov (37' Arnstad)                         |                                                                            |
| 2 april 2023 16:00 Kehrwegstadion Eupen Ref.: Lothar D'hondt Toeschouwers: 6.800                           |                                                                      | 0 – 1                                     | 50' Raman                               | Verbruggen Debast, Vertonghen , N'Diaye (87' Delcroix) Murillo, Diawara, Ashimeru (77' Kana), Amuzu Dreyer, Raman (77' Stroeykens), Refaelov (37' Arnstad)                         |                                                                            |
| 9 april 2023 13:30 Lotto Park Anderlecht Ref.: Lawrence Visser Toeschouwers: 14.480                        | Anderlecht                                                           | 0 – 0                                     | Westerlo                                | Verbruggen Murillo, Debast, Vertonghen , N'Diaye (77' Sardella) Diawara, Ashimeru, Arnstad (77' Refaelov) Dreyer, Raman (70' Slimani), Amuzu (90+1' Stroeykens)                    | 47' Slimani 88' Sardella                                                   |
| 9 april 2023 13:30 Lotto Park Anderlecht Ref.: Lawrence Visser Toeschouwers: 14.480                        |                                                                      |                                           |                                         | Verbruggen Murillo, Debast, Vertonghen , N'Diaye (77' Sardella) Diawara, Ashimeru, Arnstad (77' Refaelov) Dreyer, Raman (70' Slimani), Amuzu (90+1' Stroeykens)                    | 47' Slimani 88' Sardella                                                   |
| 16 april 2023 13:30 Cegeka Arena Genk Ref.: Erik Lambrechts Toeschouwers: 19.845                           | KRC Genk                                                             | 5 – 2                                     | Anderlecht                              | Verbruggen Sardella, Debast, Vertonghen , N'Diaye (76' Delcroix) Diawara (66' Kana), Ashimeru (58' Arnstad), Refaelov (58' Stroeykens) Dreyer, Slimani (67' Raman), Amuzu          | 6' Vertonghen 20' Refaelov 52' Diawara                                     |
| 16 april 2023 13:30 Cegeka Arena Genk Ref.: Erik Lambrechts Toeschouwers: 19.845                           | Samatta 36' Ouattara 45+2' Paintsil 49' El Khannous 53' Paintsil 87' | 1 – 0 1 – 1 2 – 1 3 – 1 4 – 1 4 – 2 5 – 2 | 43' Slimani 64' Dreyer                  | Verbruggen Sardella, Debast, Vertonghen , N'Diaye (76' Delcroix) Diawara (66' Kana), Ashimeru (58' Arnstad), Refaelov (58' Stroeykens) Dreyer, Slimani (67' Raman), Amuzu          | 6' Vertonghen 20' Refaelov 52' Diawara                                     |
| 23 april 2023 18:30 Lotto Park Anderlecht Ref.: Nathan Verboomen Toeschouwers: 15.552                      | Anderlecht                                                           | 2 – 3                                     | KV Mechelen                             | Verbruggen Sardella (85' Stassin), Debast (56' N'Diaye), Vertonghen , Delcroix Stroeykens (85' Angulo), Kana (68' Refaelov), Ashimeru Dreyer, Slimani, Amuzu (68' Arnstad)         |                                                                            |
| 23 april 2023 18:30 Lotto Park Anderlecht Ref.: Nathan Verboomen Toeschouwers: 15.552                      | Stroeykens 6' Slimani 53'                                            | 1 – 0 1 – 1 1 – 2 2 – 2 2 – 3             | 40' Schoofs 43' Schoofs 81' Bates       | Verbruggen Sardella (85' Stassin), Debast (56' N'Diaye), Vertonghen , Delcroix Stroeykens (85' Angulo), Kana (68' Refaelov), Ashimeru Dreyer, Slimani, Amuzu (68' Arnstad)         |                                                                            |

(1): Deze wedstrijd stond oorspronkelijk in het weekend van 19-21 augustus, maar werd uitgesteld omwille van de kwalificatiewedstrijden voor de Europa Conference League op 18 en 25 augustus.

(2): Deze wedstrijd werd in de 64e minuut bij een 3-1 tussenstand definitief gestaakt na herhaaldelijke ongeregeldheden met supporters. Op 22 december 2022 besliste de Disciplinaire Raad dat Standard Luik een 5-0 forfaitzege toegewezen kreeg.

#### Overzicht
| Speeldag  | 1 | 2 | 3 | 4 | 5 | 6 | 7  | 8  | 9  | 10 | 11 | 12 | 13 | 14 | 15 | 16 | 17 | 18 | 19 | 20 | 21 | 22 | 23 | 24 | 25 | 26 | 27 | 28 | 29 | 30 | 31 | 32 | 33 | 34 |
| --------- | - | - | - | - | - | - | -- | -- | -- | -- | -- | -- | -- | -- | -- | -- | -- | -- | -- | -- | -- | -- | -- | -- | -- | -- | -- | -- | -- | -- | -- | -- | -- | -- |
| Resultaat | w | v | w | w | v | v | g  | v  | w  | v  | w  | v  | v  | v  | w  | g  | v  | w  | v  | g  | v  | w  | g  | w  | w  | g  | g  | v  | w  | w  | w  | g  | v  | v  |
| Punten    | 3 | 3 | 6 | 9 | 9 | 9 | 10 | 10 | 13 | 13 | 16 | 16 | 16 | 16 | 19 | 20 | 20 | 23 | 23 | 24 | 24 | 27 | 28 | 31 | 34 | 35 | 36 | 36 | 39 | 42 | 45 | 46 | 46 | 46 |
| Positie   | 4 | 6 | 3 | 3 | 5 | 7 | 8  | 9  | 8  | 10 | 9  | 9  | 9  | 12 | 10 | 11 | 12 | 11 | 11 | 12 | 12 | 11 | 11 | 10 | 10 | 9  | 9  | 10 | 9  | 8  | 8  | 9  | 10 | 11 |

#### Klassement
| Pos | Team               | Wed | W  | G  | V  | Ptn | DV | DT | +/− |      |
| --- | ------------------ | --- | -- | -- | -- | --- | -- | -- | --- | ---- |
| 8   | Cercle Brugge      | 34  | 13 | 11 | 10 | 50  | 50 | 46 | +4  | PO 2 |
| 9   | Sporting Charleroi | 34  | 14 | 6  | 14 | 48  | 45 | 52 | −7  |      |
| 10  | OH Leuven          | 34  | 13 | 9  | 12 | 48  | 56 | 48 | +8  |      |
| 11  | RSC Anderlecht     | 34  | 13 | 7  | 14 | 46  | 49 | 46 | +3  |      |
| 12  | STVV               | 34  | 11 | 9  | 14 | 42  | 37 | 40 | −3  |      |
| 13  | KV Mechelen        | 34  | 11 | 7  | 16 | 40  | 49 | 63 | −14 |      |
| 14  | KV Kortrijk        | 34  | 8  | 7  | 19 | 31  | 37 | 61 | −24 |      |

## Beker van België
| Beker van België                                                                            | | | | |              |
| Wedstrijddetails                                                                            | Thuisploeg | Uitslag | Uitploeg | Opstelling | Kaarten      |
| 1/16de finale                                                                               | | | | |              |
| 10 november 2022 20:45 Herman Vanderpoortenstadion Lier Ref.: Brent Staessens Toeschouwers: | Lierse Kempenzonen (1B) | 2 – 2 (n.v.) (8 – 9) (n.s.) | Anderlecht | Verbruggen Murillo (105+2' Sadiki), Debast (105+2' Lissens), Delcroix, N'Diaye Trebel (76' Diawara), Ashimeru, El Hadj (66' Leoni) Stroeykens (66' Raman), Silva, Amuzu (76' Refaelov)          | 73' Delcroix |
| 10 november 2022 20:45 Herman Vanderpoortenstadion Lier Ref.: Brent Staessens Toeschouwers: | Tabekou 28' Vekemans 81' Raemaekers Rocha Schouterden Brebels Van Acker Vekemans Gillekens De Schrijver De Schryver Libert | 0 – 1 1 – 1 1 – 2 2 – 2 Pen.: 1 – 0 1 – 1 2 – 1 2 – 2 3 – 2 3 – 3 4 – 3 4 – 4 5 – 4 5 – 5 6 – 5 6 – 6 7 – 6 7 – 7 8 – 7 8 – 8 8 – 9 | 25' (pen.) Silva 45+3' Stroeykens Refaelov Leoni Diawara Sadiki Silva Delcroix Raman Ashimeru Lissens Verbruggen | Verbruggen Murillo (105+2' Sadiki), Debast (105+2' Lissens), Delcroix, N'Diaye Trebel (76' Diawara), Ashimeru, El Hadj (66' Leoni) Stroeykens (66' Raman), Silva, Amuzu (76' Refaelov)          | 73' Delcroix |
| 1/8ste finale                                                                               | | | | |              |
| 21 december 2022 20:45 Cegeka Arena Genk Ref.: Nathan Verboomen Toeschouwers: 18.000        | KRC Genk | 1 – 0 (n.v.) | Anderlecht | Van Crombrugge Murillo, Debast (99' Angulo), Vertonghen, Delcroix (99' N'Diaye) Refaelov (66' Stroeykens), Arnstad, Trebel (66' Diawara), Verschaeren (84' Ashimeru), Amuzu (73' El Hadj) Silva | 61' Arnstad  |
| 21 december 2022 20:45 Cegeka Arena Genk Ref.: Nathan Verboomen Toeschouwers: 18.000        | Paintsil 95' | 1 – 0 | | Van Crombrugge Murillo, Debast (99' Angulo), Vertonghen, Delcroix (99' N'Diaye) Refaelov (66' Stroeykens), Arnstad, Trebel (66' Diawara), Verschaeren (84' Ashimeru), Amuzu (73' El Hadj) Silva | 61' Arnstad  |

## Europees

### UEFA Europa Conference League

#### Voorrondes
| UEFA Europa Conference League                                                              |                                   |                                           |                                                | |                                      |
| Wedstrijddetails                                                                           | Thuisploeg                        | Uitslag                                   | Uitploeg                                       | Opstelling | Kaarten                              |
| Derde kwalificatieronde                                                                    |                                   |                                           |                                                | |                                      |
| 4 augustus 2022 18:45 Pärnu Rannastaadion Pärnu Ref.: David Fuxman Toeschouwers: 7.506     | Paide Linnameeskond               | 0 – 2                                     | Anderlecht                                     | Van Crombrugge Debast, Hoedt, Delcroix Murillo (73' Raman), Verschaeren (73' Trebel), Arnstad (73' Kana), El Hadj (80' Esposito), Amuzu Silva (80' Stroeykens), Refaelov                   | 69' Arnstad 81' Kana                 |
| 4 augustus 2022 18:45 Pärnu Rannastaadion Pärnu Ref.: David Fuxman Toeschouwers: 7.506     |                                   | 0 – 1 0 – 2                               | 10' Refaelov 40' Silva                         | Van Crombrugge Debast, Hoedt, Delcroix Murillo (73' Raman), Verschaeren (73' Trebel), Arnstad (73' Kana), El Hadj (80' Esposito), Amuzu Silva (80' Stroeykens), Refaelov                   | 69' Arnstad 81' Kana                 |
| 11 augustus 2022 20:00 Lotto Park Anderlecht Ref.: Giorgi Kroeasjvili Toeschouwers: 11.235 | Anderlecht                        | 3 – 0 (5 – 0)                             | Paide Linnameeskond                            | Van Crombrugge Sardella, Hoedt, Delcroix Murillo, Olsson, Trebel (78' Arnstad), Ashimeru (59' Silva), Amuzu (73' Abdulrazak) Esposito (58' Refaelov), Raman (59' Stroeykens)               |                                      |
| 11 augustus 2022 20:00 Lotto Park Anderlecht Ref.: Giorgi Kroeasjvili Toeschouwers: 11.235 | Silva 62' Murillo 71' Murillo 75' | 1 – 0 2 – 0 3 – 0                         |                                                | Van Crombrugge Sardella, Hoedt, Delcroix Murillo, Olsson, Trebel (78' Arnstad), Ashimeru (59' Silva), Amuzu (73' Abdulrazak) Esposito (58' Refaelov), Raman (59' Stroeykens)               |                                      |
| Play-offronde                                                                              |                                   |                                           |                                                | |                                      |
| 18 augustus 2022 19:00 Stade de Suisse Bern Ref.: Aleksandar Stavrev Toeschouwers: 18.363  | BSC Young Boys                    | 0 – 1                                     | Anderlecht                                     | Van Crombrugge Debast, Hoedt, Delcroix Murillo, Verschaeren, Trebel (46' Kana), Arnstad (90+3' Esposito), Amuzu (82' Sadiki) Silva (82' Olsson), Stroeykens (63' Raman)                    | 42' Murillo 87' Olsson 90+3' Arnstad |
| 18 augustus 2022 19:00 Stade de Suisse Bern Ref.: Aleksandar Stavrev Toeschouwers: 18.363  |                                   | 0 – 1                                     | 57' Delcroix                                   | Van Crombrugge Debast, Hoedt, Delcroix Murillo, Verschaeren, Trebel (46' Kana), Arnstad (90+3' Esposito), Amuzu (82' Sadiki) Silva (82' Olsson), Stroeykens (63' Raman)                    | 42' Murillo 87' Olsson 90+3' Arnstad |
| 25 augustus 2022 20:00 Lotto Park Anderlecht Ref.: Sergiej Bojko Toeschouwers: 14.393      | Anderlecht                        | 0 – 1 (n.v.) (1 – 1) (3 – 1) (n.s.)       | BSC Young Boys                                 | Van Crombrugge Debast, Hoedt, Delcroix Murillo, Verschaeren (80' Stroeykens), Kana (80' Olsson), Arnstad (46' Esposito), Amuzu (103' Sadiki) Silva (89' Raman), Refaelov (104' Abdulrazak) | 79' Silva 120+2' Olsson 120+3' Hoedt |
| 25 augustus 2022 20:00 Lotto Park Anderlecht Ref.: Sergiej Bojko Toeschouwers: 14.393      | Hoedt Stroeykens Sadiki Esposito  | 0 – 1 Pen.: 1 – 0 1 – 1 2 – 1 3 – 1 3 – 1 | 26' Meschak Rieder Rrudhani Imeri Lustenberger | Van Crombrugge Debast, Hoedt, Delcroix Murillo, Verschaeren (80' Stroeykens), Kana (80' Olsson), Arnstad (46' Esposito), Amuzu (103' Sadiki) Silva (89' Raman), Refaelov (104' Abdulrazak) | 79' Silva 120+2' Olsson 120+3' Hoedt |

#### Groepsfase
| UEFA Europa Conference League                                                                   |                                |                         |                          | |                                     |
| Wedstrijddetails                                                                                | Thuisploeg                     | Uitslag                 | Uitploeg                 | Opstelling | Kaarten                             |
| Heenronde                                                                                       |                                |                         |                          | |                                     |
| 8 september 2022 18:45 Lotto Park Anderlecht Ref.: István Vad Toeschouwers: 11.557              | Anderlecht                     | 1 – 0                   | Silkeborg IF             | Van Crombrugge Debast (82' Sardella), Hoedt, Vertonghen Murillo, El Hadj (46' Verschaeren), Diawara (87' Kana), Ashimeru (83' Arnstad), Amuzu Silva, Refaelov (63' Duranville)    | 64' Murillo 81' Silva               |
| 8 september 2022 18:45 Lotto Park Anderlecht Ref.: István Vad Toeschouwers: 11.557              | Silva 81' (pen.)               | 1 – 0                   |                          | Van Crombrugge Debast (82' Sardella), Hoedt, Vertonghen Murillo, El Hadj (46' Verschaeren), Diawara (87' Kana), Ashimeru (83' Arnstad), Amuzu Silva, Refaelov (63' Duranville)    | 64' Murillo 81' Silva               |
| 15 september 2022 21:00 Arena Națională Boekarest Ref.: Sebastian Gishamer Toeschouwers: 29.613 | FCSB                           | 0 – 0                   | Anderlecht               | Van Crombrugge Debast, Hoedt, Vertonghen Murillo, Arnstad, Kana (71' Verschaeren), Ashimeru, Amuzu (76' Duranville) Silva, Refaelov (83' Esposito)                                | 9' Kana 32' Murillo                 |
| 15 september 2022 21:00 Arena Națională Boekarest Ref.: Sebastian Gishamer Toeschouwers: 29.613 |                                |                         |                          | Van Crombrugge Debast, Hoedt, Vertonghen Murillo, Arnstad, Kana (71' Verschaeren), Ashimeru, Amuzu (76' Duranville) Silva, Refaelov (83' Esposito)                                | 9' Kana 32' Murillo                 |
| 6 oktober 2022 18:45 Lotto Park Anderlecht Ref.: Novak Simović Toeschouwers: 17.033             | Anderlecht                     | 0 – 1                   | West Ham United          | Van Crombrugge Debast, Hoedt, Delcroix (87' N'Diaye) Murillo, Arnstad, Diawara (87' Esposito), Ashimeru (65' Raman), Amuzu (46' Duranville) Verschaeren (80' Refaelov), Silva     | 75' Delcroix                        |
| 6 oktober 2022 18:45 Lotto Park Anderlecht Ref.: Novak Simović Toeschouwers: 17.033             |                                | 0 – 1                   | 79' Scamacca             | Van Crombrugge Debast, Hoedt, Delcroix (87' N'Diaye) Murillo, Arnstad, Diawara (87' Esposito), Ashimeru (65' Raman), Amuzu (46' Duranville) Verschaeren (80' Refaelov), Silva     | 75' Delcroix                        |
| Terugronde                                                                                      |                                |                         |                          | |                                     |
| 13 oktober 2022 21:00 Olympisch Stadion Londen Ref.: Willy Delajod Toeschouwers: 40.767         | West Ham United                | 2 – 1                   | Anderlecht               | Van Crombrugge Debast, Delcroix (79' Hoedt), N'Diaye Murillo, Arnstad, Diawara (59' Sadiki), Verschaeren (67' Vertonghen), Amuzu (66' Stroeykens) Silva (79' Stassin), Esposito   | 9' Arnstad                          |
| 13 oktober 2022 21:00 Olympisch Stadion Londen Ref.: Willy Delajod Toeschouwers: 40.767         | Benrahma 14' Bowen 30'         | 1 – 0 2 – 0 2 – 1       | 89' (pen.) Esposito      | Van Crombrugge Debast, Delcroix (79' Hoedt), N'Diaye Murillo, Arnstad, Diawara (59' Sadiki), Verschaeren (67' Vertonghen), Amuzu (66' Stroeykens) Silva (79' Stassin), Esposito   | 9' Arnstad                          |
| 27 oktober 2022 18:45 Lotto Park Anderlecht Ref.: Manfredas Lukjančukas Toeschouwers: 14.226    | Anderlecht                     | 2 – 2                   | FCSB                     | Van Crombrugge Murillo, Vertonghen, Hoedt, N'Diaye Diawara (61' Ashimeru), Verschaeren, Arnstad Refaelov (61' Stroeykens), Silva, Amuzu (76' Duranville)                          | 43' Murillo 88' Hoedt 90+4' Murillo |
| 27 oktober 2022 18:45 Lotto Park Anderlecht Ref.: Manfredas Lukjančukas Toeschouwers: 14.226    | Verschaeren 38' Vertonghen 75' | 1 – 0 1 – 1 2 – 1 2 – 2 | 60' Compagno 82' Dawa    | Van Crombrugge Murillo, Vertonghen, Hoedt, N'Diaye Diawara (61' Ashimeru), Verschaeren, Arnstad Refaelov (61' Stroeykens), Silva, Amuzu (76' Duranville)                          | 43' Murillo 88' Hoedt 90+4' Murillo |
| 3 november 2022 21:00 JYSK Park Silkeborg Ref.: Daniele Chiffi Toeschouwers: 6.810              | Silkeborg IF                   | 0 – 2                   | Anderlecht               | Van Crombrugge Sadiki (78' Abdulrazak), Debast, Vertonghen, Delcroix (58' Hoedt) Arnstad, Ashimeru (81' Diawara), Refaelov (78' Stroeykens) Verschaeren, Silva, Amuzu (58' Raman) | 28' Delcroix 71' Debast 86' Silva   |
| 3 november 2022 21:00 JYSK Park Silkeborg Ref.: Daniele Chiffi Toeschouwers: 6.810              |                                | 0 – 1 0 – 2             | 20' Refaelov 90+4' Raman | Van Crombrugge Sadiki (78' Abdulrazak), Debast, Vertonghen, Delcroix (58' Hoedt) Arnstad, Ashimeru (81' Diawara), Refaelov (78' Stroeykens) Verschaeren, Silva, Amuzu (58' Raman) | 28' Delcroix 71' Debast 86' Silva   |

Groep B
| #  | Club            | GS | W | G | V | DV | DT | DS  | PTN |
| -- | --------------- | -- | - | - | - | -- | -- | --- | --- |
| 1. | West Ham United | 6  | 6 | 0 | 0 | 13 | 4  | +9  | 18  |
| 2. | Anderlecht      | 6  | 2 | 2 | 2 | 6  | 5  | +1  | 8   |
| 3. | Silkeborg IF    | 6  | 2 | 0 | 4 | 12 | 7  | +5  | 6   |
| 4. | FCSB            | 6  | 0 | 2 | 4 | 3  | 18 | -15 | 2   |

#### Knock-outfase
| UEFA Europa Conference League                                                                   |                                                                    |                                                 |                                | |                                                         |
| Wedstrijddetails                                                                                | Thuisploeg                                                         | Uitslag                                         | Uitploeg                       | Opstelling | Kaarten                                                 |
| 1/16de finale                                                                                   |                                                                    |                                                 |                                | |                                                         |
| 16 februari 2023 21:00 Huvepharma Arena Razgrad Ref.: Duje Strukan Toeschouwers: 4.417          | PFK Loedogorets                                                    | 1 – 0                                           | Anderlecht                     | Verbruggen Murillo, Debast, Vertonghen , Sardella Arnstad (68' Ashimeru), Diawara, Verschaeren Dreyer (88' Angulo), Slimani (68' Raman), Stroeykens (68' Refaelov)                            | 45+3' Slimani 61' Murillo 81' Dreyer                    |
| 16 februari 2023 21:00 Huvepharma Arena Razgrad Ref.: Duje Strukan Toeschouwers: 4.417          | Thiago 9'                                                          | 1 – 0                                           |                                | Verbruggen Murillo, Debast, Vertonghen , Sardella Arnstad (68' Ashimeru), Diawara, Verschaeren Dreyer (88' Angulo), Slimani (68' Raman), Stroeykens (68' Refaelov)                            | 45+3' Slimani 61' Murillo 81' Dreyer                    |
| 23 februari 2023 18:45 Lotto Park Anderlecht Ref.: Daniel Siebert Toeschouwers: 15.822          | Anderlecht                                                         | 2 – 1 (n.v.) (2 – 2) (3 – 0) (n.s.)             | PFK Loedogorets                | Verbruggen Arnstad (105' Stassin), Sardella, Vertonghen , N'Diaye (93' Sadiki) Dreyer, Diawara (90' Refaelov), Verschaeren Stroeykens (83' Ashimeru), Slimani (83' Raman), Amuzu (62' Angulo) | 16' Stroeykens 57' Refaelov 93' Arnstad 120+3' Sardella |
| 23 februari 2023 18:45 Lotto Park Anderlecht Ref.: Daniel Siebert Toeschouwers: 15.822          | Russo 13' (e.d.) Verschaeren 68' Refaelov Vertonghen Verschaeren   | 1 – 0 2 – 0 2 – 1 Pen.: 0 – 0 1 – 0 2 – 0 3 – 0 | 71' Thiago Pipa Yankov Naressi | Verbruggen Arnstad (105' Stassin), Sardella, Vertonghen , N'Diaye (93' Sadiki) Dreyer, Diawara (90' Refaelov), Verschaeren Stroeykens (83' Ashimeru), Slimani (83' Raman), Amuzu (62' Angulo) | 16' Stroeykens 57' Refaelov 93' Arnstad 120+3' Sardella |
| Achtste finale                                                                                  |                                                                    |                                                 |                                | |                                                         |
| 9 maart 2023 21:00 Lotto Park Anderlecht Ref.: Bartosz Frankowski Toeschouwers: 15.265          | Anderlecht                                                         | 1 – 1                                           | Villarreal CF                  | Verbruggen Murillo, Debast, Vertonghen , N'Diaye (86' Sardella) Verschaeren, Refaelov (73' Ashimeru), Diawara Dreyer (87' Angulo), Raman (65' Slimani), Amuzu (65' Stroeykens)                |                                                         |
| 9 maart 2023 21:00 Lotto Park Anderlecht Ref.: Bartosz Frankowski Toeschouwers: 15.265          | Dreyer 57'                                                         | 0 – 1 1 – 1                                     | 28' Trigueros                  | Verbruggen Murillo, Debast, Vertonghen , N'Diaye (86' Sardella) Verschaeren, Refaelov (73' Ashimeru), Diawara Dreyer (87' Angulo), Raman (65' Slimani), Amuzu (65' Stroeykens)                |                                                         |
| 16 maart 2023 21:00 Estadio de la Cerámica Villarreal Ref.: Marco Di Bello Toeschouwers: 16.212 | Villarreal CF                                                      | 0 – 1 (1 – 2)                                   | Anderlecht                     | Verbruggen Murillo, Debast, Vertonghen , N'Diaye Verschaeren (76' Arnstad), Diawara, Refaelov (64' Ashimeru) Dreyer, Raman (63' Slimani), Amuzu (87' Stroeykens)                              | 18' Murillo 66' Verschaeren 70' Slimani 82' Ashimeru    |
| 16 maart 2023 21:00 Estadio de la Cerámica Villarreal Ref.: Marco Di Bello Toeschouwers: 16.212 |                                                                    | 0 – 1                                           | 73' Slimani                    | Verbruggen Murillo, Debast, Vertonghen , N'Diaye Verschaeren (76' Arnstad), Diawara, Refaelov (64' Ashimeru) Dreyer, Raman (63' Slimani), Amuzu (87' Stroeykens)                              | 18' Murillo 66' Verschaeren 70' Slimani 82' Ashimeru    |
| Kwartfinale                                                                                     |                                                                    |                                                 |                                | |                                                         |
| 13 april 2023 21:00 Lotto Park Anderlecht Ref.: Daniel Siebert Toeschouwers: 18.157             | Anderlecht                                                         | 2 – 0                                           | AZ                             | Verbruggen Murillo, Debast, Vertonghen , N'Diaye Diawara (83' Kana), Ashimeru, Refaelov (77' Arnstad) Dreyer, Slimani (66' Raman), Amuzu (77' Stroeykens)                                     | 73' Refaelov                                            |
| 13 april 2023 21:00 Lotto Park Anderlecht Ref.: Daniel Siebert Toeschouwers: 18.157             | Murillo 22' Ashimeru 70'                                           | 1 – 0 2 – 0                                     |                                | Verbruggen Murillo, Debast, Vertonghen , N'Diaye Diawara (83' Kana), Ashimeru, Refaelov (77' Arnstad) Dreyer, Slimani (66' Raman), Amuzu (77' Stroeykens)                                     | 73' Refaelov                                            |
| 20 april 2023 21:00 AFAS Stadion Alkmaar Ref.: Davide Massa Toeschouwers: 19.500                | AZ                                                                 | 2 – 0 (n.v.) (2 – 2) (4 – 1) (n.s.)             | Anderlecht                     | Verbruggen Murillo (62' Sardella), Debast, Vertonghen , N'Diaye Diawara (111' Kana), Refaelov (76' Stroeykens), Ashimeru (90' Arnstad) Dreyer, Slimani (105' Angulo), Amuzu                   | 32' Diawara 55' Amuzu                                   |
| 20 april 2023 21:00 AFAS Stadion Alkmaar Ref.: Davide Massa Toeschouwers: 19.500                | Pavlidis 5' (pen.) Pavlidis 13' Clasie Sugawara Reijnders Meerdink | 1 – 0 2 – 0 Pen.: 1 – 0 2 – 0 2 – 1 3 – 1 4 – 1 | Vertonghen Kana Sardella       | Verbruggen Murillo (62' Sardella), Debast, Vertonghen , N'Diaye Diawara (111' Kana), Refaelov (76' Stroeykens), Ashimeru (90' Arnstad) Dreyer, Slimani (105' Angulo), Amuzu                   | 32' Diawara 55' Amuzu                                   |